# Isla Cagdanao
Isla Cagdanao es una isla en la provincia de Palawan, Filipinas. La isla está ubicada a 29 kilómetros al este de la ciudad de Taytay en el norte de Palawan y a 13 kilómetros del aeropuerto "El Nido".
La isla está rodeada de un arrecife de coral, jardines de coral de aguas someras y profundas caídas en el lado norte. Cagdanao ofrece una variedad de sitios de buceo alrededor de su superficie. En la isla, existen playas de 400 metros de arena blanca y una de 500 metros de terreno plano que se extiende hasta el borde de las colinas. Existen además elevaciones montañosas con vegetación de palmeras, y un bosque de suelo arenoso.